# Sluitingsceremonie Olympische Zomerspelen 2008
De sluitingsceremonie Olympische Zomerspelen 2008 vond plaats op 24 augustus 2008. Het begon om acht uur Chinese tijd (UTC+8). In Nederland begon de NOS om 14.00 dit gebeuren uit te zenden en volgens tellingen van de NOS keken er 2 miljoen Nederlanders. De regisseur van dit gebeuren is Zhang Yimou.

## Enkele artiesten
- Britse zangeres Leona Lewis, Led Zeppelin en gitarist Jimmy Page (met David Beckham die een kleine act maakte)
- Chinees-Singaporese ster Stefanie Sun met Cantopopzanger Andy Lau
- Cantopopzangeres Kelly Chen, Taiwanese zangeres Wang Lee-Hom en de Zuid-Koreaanse zanger Rain
- Han Hong
- Jackie Chan
- Song Zuying
- Zhou Huajian
- Karen Mok